# Erica heliophila
Ērica heliōphila (лат.) — вид двудольных растений рода Эрика (Erica) семейства Вересковые (Ericaceae). Растение впервые описано в 1905 году ботаниками Ф. Гатри и Г. Болусом.

## Распространение
Эндемик ЮАР, известный с запада Капской провинции.

## Ботаническое описание
Кустарник (финбош) высотой около 0,5 метров.
Цветки трубчатые, розового или белого цвета.